# A Billion Hits
«A Billion Hits» es una canción cantada por Ross Lynch para la banda sonora de Austin & Ally. La canción fue escrita y producida por Jeannie Lurie y lanzada el 13 de julio de 2012 como el primer sencillo.

## Antecedentes
La canción fue compuesta por la compositora y productora Jeannie Lurie. El 2 de abril de 2012 la canción fue lanzada oficialmente en iTunes. 

## Lista de canciones
- U.S. / Descarga digital

1. «A Billion Hits» - 3:09

## Historial de lanzamiento
| País           | Fecha              | Formato          | Sello               |
| -------------- | ------------------ | ---------------- | ------------------- |
| Estados Unidos | 2 de abril de 2012 | Descarga digital | Walt Disney Records |